# Nappaleder

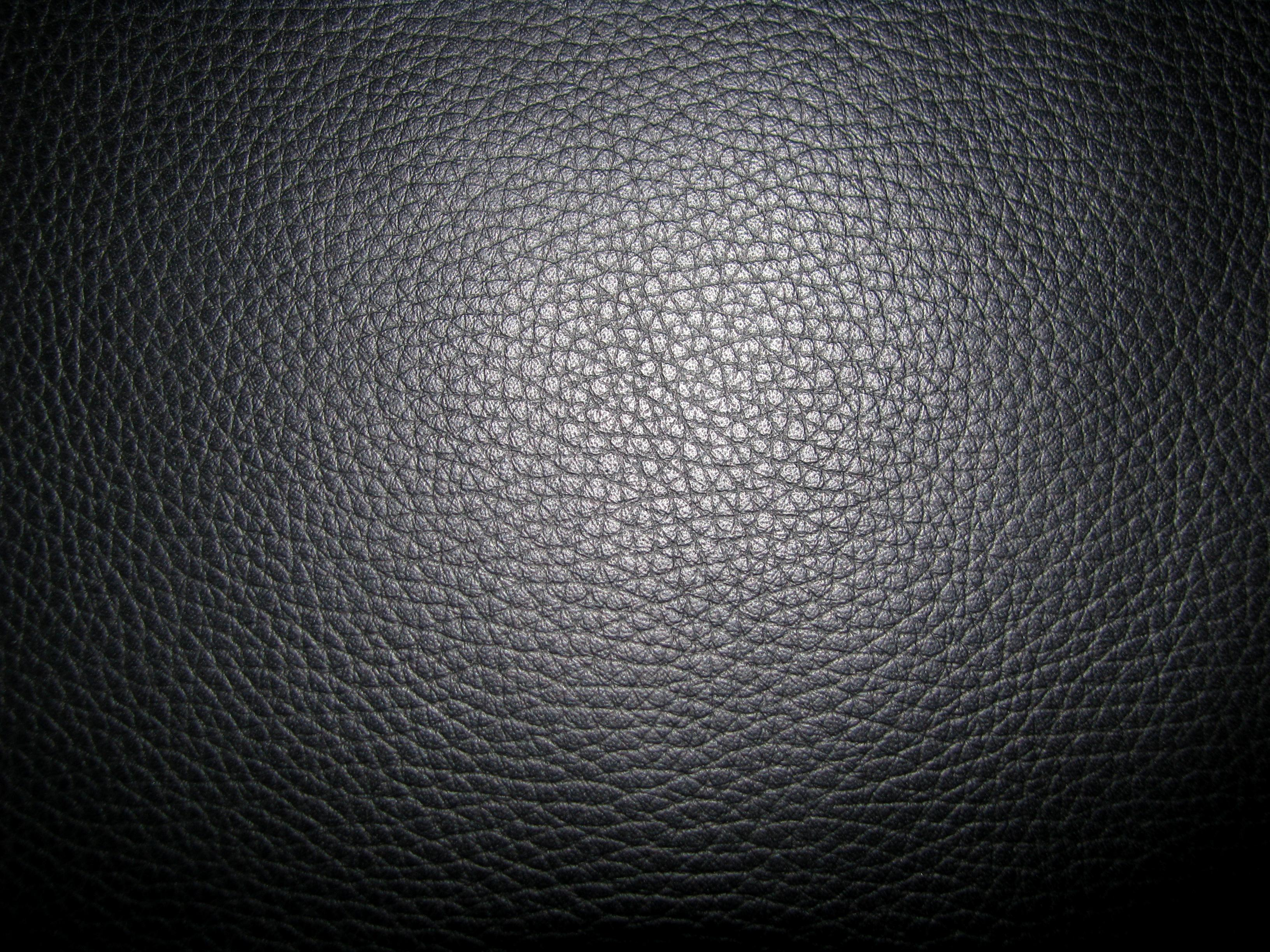
Nappaleder

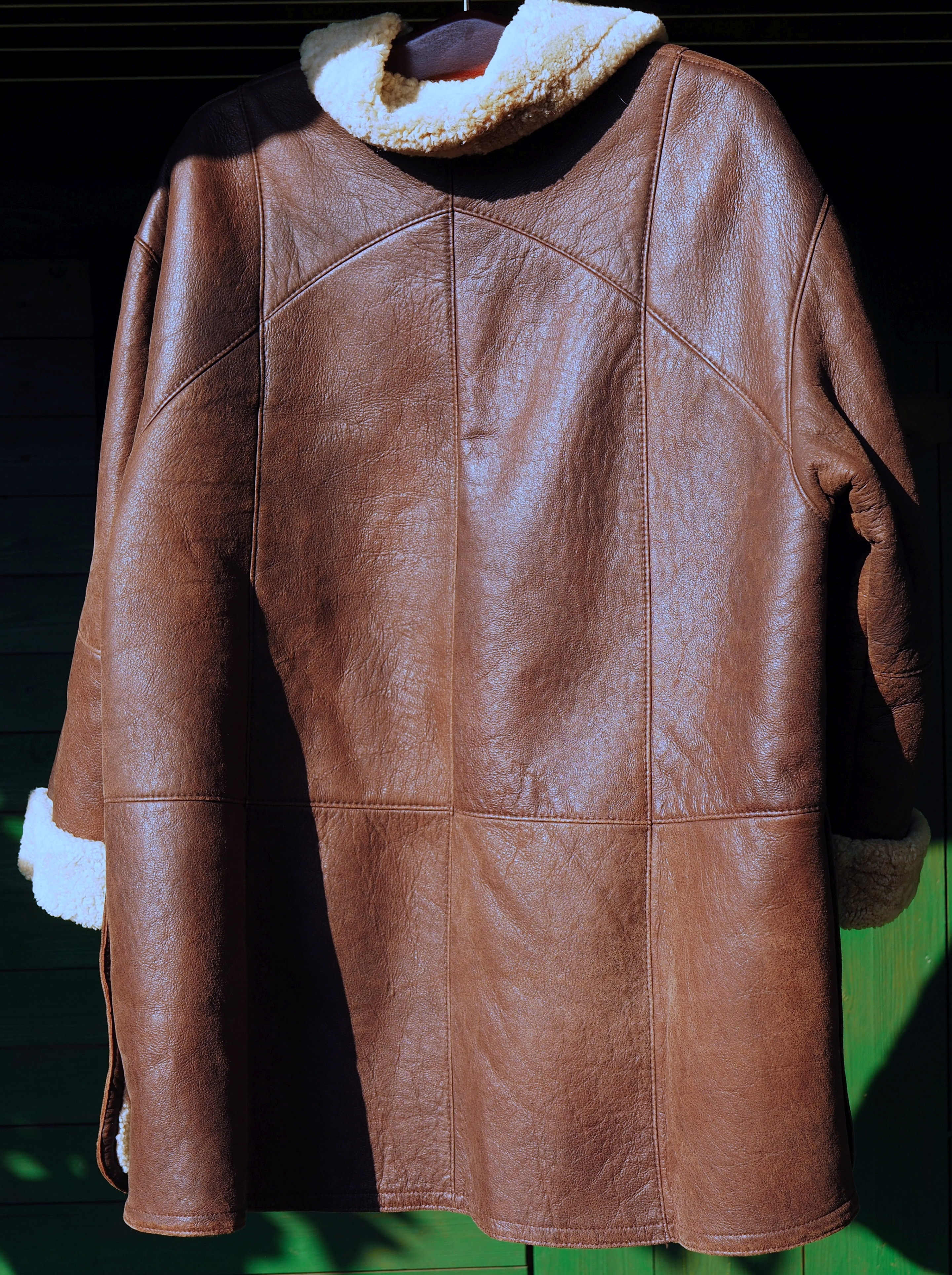
Nappaleder-Jacke

Nappaleder ist ein chromgegerbtes Glattleder von Kalb oder Schaf mit vollen Narben, die entweder von der ursprünglichen Hautoberfläche herrühren oder in ebenmäßiges Leder geprägt wurden. Ursprünglich war Nappaleder nur die Bezeichnung für Handschuh- und Bekleidungsleder, benannt nach dem Napa Valley in den USA. Heute ist Nappaleder der Sammelbegriff für besonders geschmeidiges Glattleder aller Tierarten und Verwendungszwecke, zum Beispiel auch für Polsterleder.

## Ausführungen
Je nach Oberflächenbehandlung unterscheidet man:

### Naturbelassen
Mit löslichen Farbstoffen im Fass durchgefärbtes Leder, das die Narbenfläche in jeder Einzelheit erkennen lässt und seine natürliche, offenporige Oberflächenstruktur behält. Die offenen Poren gewähren hohe Wasserdampfdurchlässigkeit und einen optimalen Wärmeaustausch. Wegen der Lichtempfindlichkeit ist naturbelassenes Leder vor direkter Sonneneinstrahlung zu schützen.

### Leicht pigmentiert
Ebenfalls mit löslichen Farbstoffen durchgefärbt. Dieses Leder erhält durch zusätzliche Pigmentanteile eine gleichmäßigere Oberfläche sowie bessere Lichtechtheit und Reibechtheit. Auch diese Farbbehandlung gewährleistet Wasserdampfdurchlässigkeit und Wärmeaustausch durch die noch offenen Poren.

### Pigmentiert
Bei diesem Leder wird die Farbe mit Hilfe eines Bindemittels auf die Narbenfläche aufgebracht. Hierdurch wird ein gleichmäßiges Aussehen der ganzen Haut erreicht. Diese Leder sind weniger atmungsaktiv, sehen anfangs zwar ebenmäßiger aus, bekommen im Gebrauch aber Oberflächenschäden durch Risse oder Abplatzungen, die aufgrund des nicht-durchgefärbten Untergrunds auffälliger sind.

### Geschliffen
Auf der Narbenseite angeschliffenes Leder. Durch eine aufgetragene Farbschicht erhält das Leder eine besonders glatte Oberfläche. Die Naturmerkmale gehen weitgehend verloren.